# 克勒仪器
克勒仪器公司（Koehler Instrument Company, Inc.），又名克勒仪器，是一家石油以及石油化工测试仪器生产商。公司本部设在美国纽约州的波西米亚，并在德克萨斯州的修斯顿有分部。

## 会议
自1947年开始，克勒仪器成为美国材料实验协会（ASTM）的活跃成员。除此之外，克勒还是美国摩擦学家和润滑工程师协会 和美国化学工程师学会 的成员，并且成为国际滑油脂协会的董事会代表。
每年，克勒仪器公司都参与和石油测试行业有关的各项国际会议和会展。近年来，克勒参与的主要会议有：
- 匹兹堡国际分析化学学会 [5];
- 美国润滑脂学会[6];
- 海湾海岸会议[7]
- 润滑家协会年会(STLE)[8]
- 欧洲润滑脂协会年会(ELGI)[9]

## 实验室测试
克勒仪器测试提供了石油产品的测试服务，包括分析石油，润滑油，石油化工，沥青，合成物，和其他相关产品。 实验室也参与测试仪器的研发工作。 其中部分特定ASTM测试仪器包括氧化稳定性，闪点，蒸馏，和粘度。

## 产品
克勒仪器公司生产150多种仪器，所有都符合ASTM，IP，ISO，或者其他国际标准认证。 克勒仪器的一些主要产品包括：粘度，闪点，磨损学，针入度，蒸馏，和生物燃料。克勒其他制造的产品包括：色度计，离心机，氧化稳定性装置，自动滴定装置，和浊倾点测试装置。

## 引用
1. ↑  .   [2009-08-03]. （原始内容存档于2009-08-02）.
2. ↑  .   [2009-08-03]. （原始内容存档于2008-10-06）.
3. ↑  .   [2009-08-03]. （原始内容存档于2008-05-12）.
4. ↑  .   [2009-08-03]. （原始内容存档于2009-06-20）.
5. ↑  .   [2009-08-03]. （原始内容存档于2009-09-01）.
6. ↑  .   [2009-08-03]. （原始内容存档于2009-06-11）.
7. ↑   (PDF).   [2009-08-03]. （原始内容存档 (PDF)于2011-07-11）.
8. ↑   (PDF).   [2009-08-03]. （原始内容存档 (PDF)于2011-07-17）.
9. ↑   (PDF).   [2009-08-03]. （原始内容存档 (PDF)于2011-07-26）.
10. ↑  .   [2009-08-03]. （原始内容存档于2012-03-06）.
11. ↑   国际认证标准资料
12. ↑  .   [2009-08-03]. （原始内容存档于2009-07-07）.